# Expédition 52 (ISS)
Insigne de la mission
Équipage de l'expédition 52
Chronologie
Expédition 51 Expédition 53
L'expédition 52 est le 52e roulement de l'équipage permanent de la Station spatiale internationale. Elle a débuté le 2 juin 2017 et s'est achevée le 3 septembre 2017. Elle est commandée par le Russe Fiodor Iourtchikhine.

## Équipage
| Rôle               | Première partie (juin 2017)              | Seconde Partie (juin à septembre 2017)      |
| ------------------ | ---------------------------------------- | ------------------------------------------- |
| Commandant         | Fiodor Iourtchikhine, RSA 5e vol spatial | Fiodor Iourtchikhine, RSA 5e vol spatial    |
| Ingénieur de vol 1 | Jack Fischer, NASA 1er vol spatial       | Jack Fischer, NASA 1er vol spatial          |
| Ingénieur de vol 2 | Peggy Whitson, NASA 3e vol spatial       | Peggy Whitson, NASA 3e vol spatial          |
| Ingénieur de vol 3 |                                          | Randolph Bresnik, NASA 2e vol spatial       |
| Ingénieur de vol 4 |                                          | Serguei Riazanski, Roscosmos 2e vol spatial |
| Ingénieur de vol 5 |                                          | Paolo Nespoli, ESA 3e vol spatial           |

## Déroulement de l'expédition
L'Expédition 52 débute lors du retour sur Terre d'Oleg Novitski et Thomas Pesquet le 2 juin 2017. Peggy Whitson, qui commandait l'Expédition 51, est prolongée pour que l'équipage soit de nouveau au nombre de 6 membres, après la décision de Roscosmos de limiter le nombre de Russes envoyés en orbite lors de la précédente expédition, qui n'avait donc comporté que 5 membres. Whitson transfère toutefois le commandement de l'ISS à Fiodor Iourtchikhine.
L'équipage est complété par l'arrivée du Soyouz MS-05 le 28 juillet 2017. L'expédition se termine le 3 septembre 2017 avec la rentrée sur Terre de Iourtchikhine, Fischer et Whitson sur le Soyouz MS-04. Le commandement de la station est alors passé à Bresnik.

## Galerie

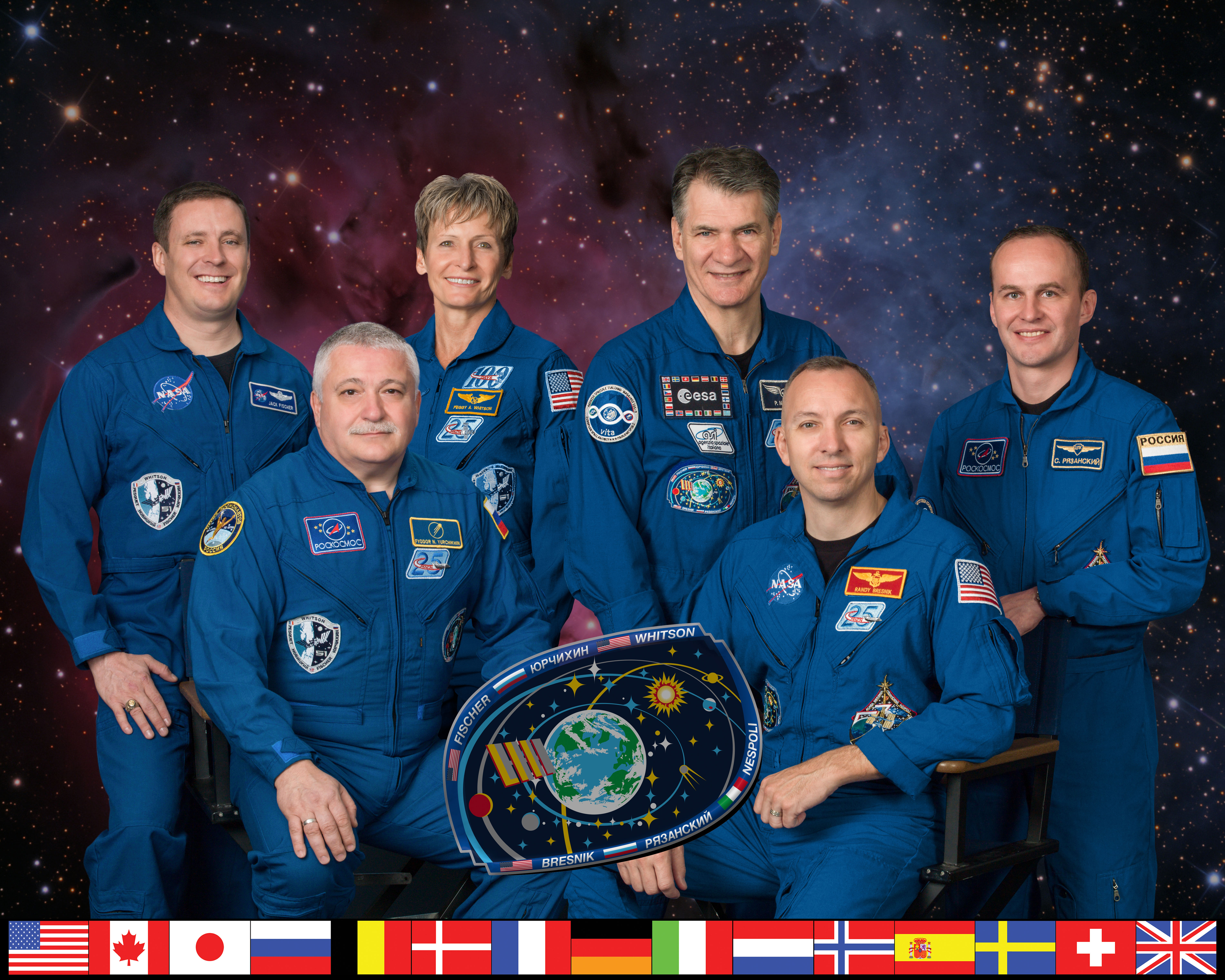
De gauche à droite, assis au premier plan : Fiodor Iourtchikhine (commandant) et Randolph Bresnik ; debout : Jack Fischer, Peggy Whitson, Paolo Nespoli et Serguei Riazanski.
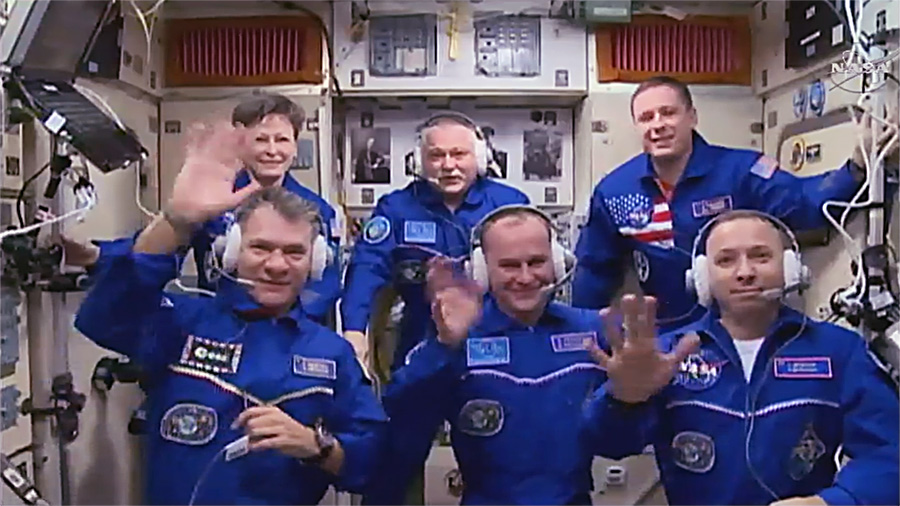
Peu après l'arrivée de l'équipage du Soyouz MS-05, une conférence de presse fut tenue dans le module Zvezda de l'ISS comme le veut la tradition.
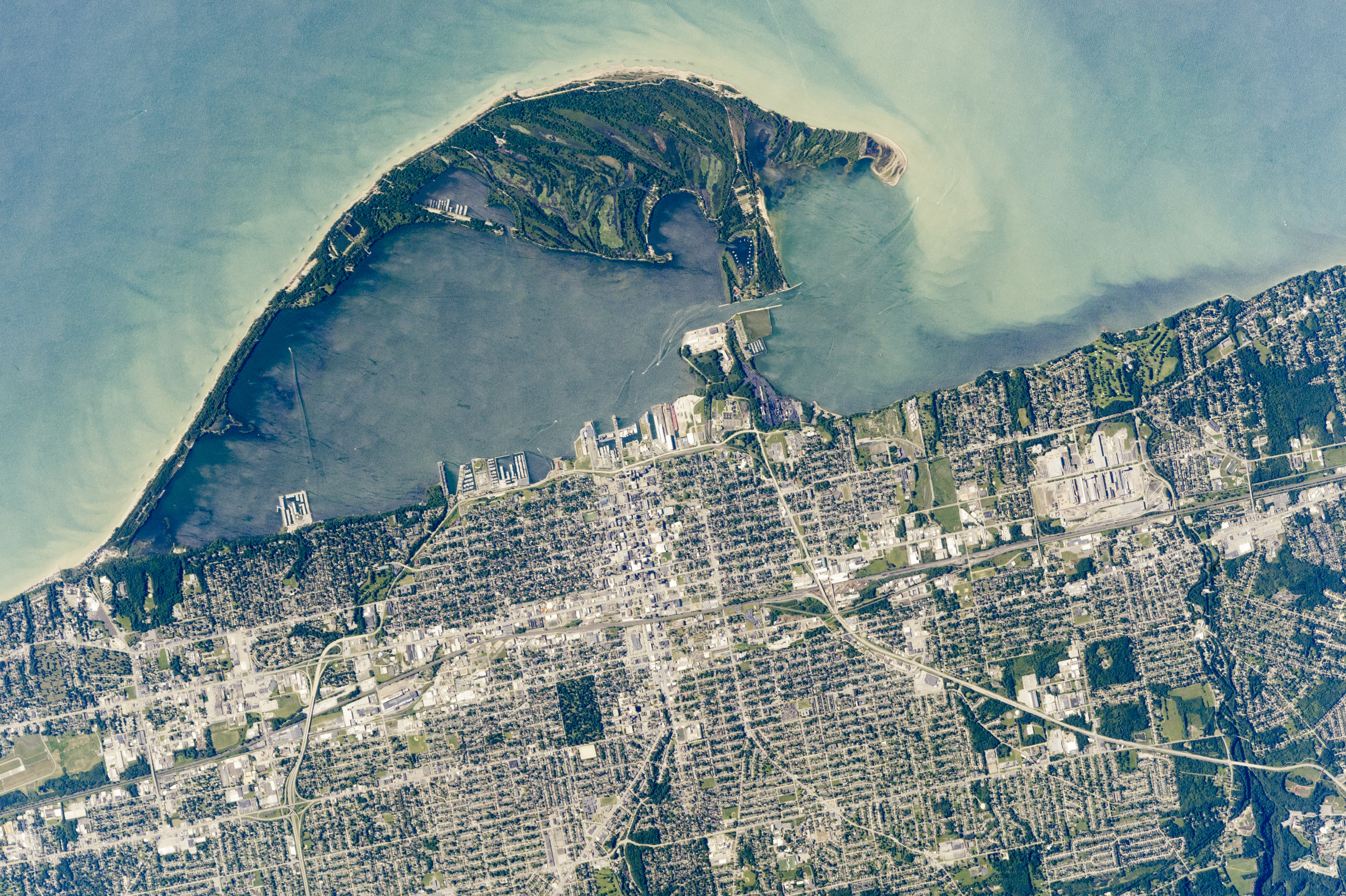
Photo du bord du Lac Erié prise le 21 juin 2017 par un astronaute de l'Expédition 52.